# Veprichlamys deynzerorum
Veprichlamys deynzerorum is een tweekleppigensoort uit de familie van de Pectinidae. De wetenschappelijke naam van de soort is voor het eerst geldig gepubliceerd in 2004 door Dijkstra.